# Ishtaran

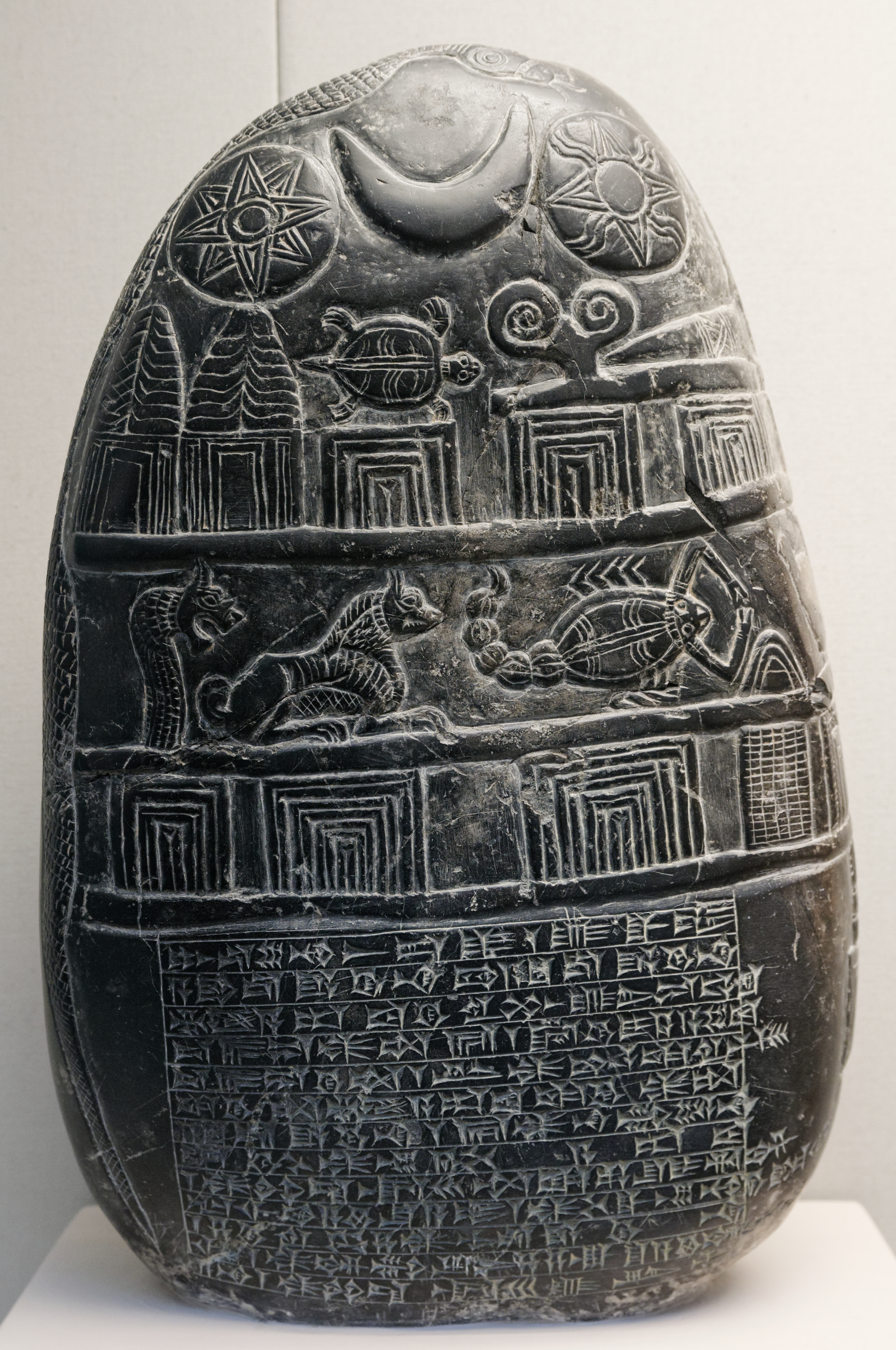
Kudurru perteneciente al periodo babilónico expuesto en el Museo Británico de Londres.

Ishtaran, Ištaran o Gusilim era un dios de la justicia y divinidad local de Der, ciudad-estado sumeria situada al oriente del Tigris, en la frontera entre Sumeria y Elam. También era llamado An-Gal, de "Gran dios" o "Gran Cielo".
Su culto floreció desde el período Dinástico Arcaico III hasta la mitad del período babilónico, cuando ya su nombre no está atestiguado en nombres personales. Su símbolo, tan frecuentemente representado en kudurrus, es una serpiente (probablemente representando a Nirah, el dios serpiente, que actuó como ministro de Ishtaran). El consorte de Ishtaran era conocida simplemente como Sarrat-Deri: "la reina de Der".
Ya en el período Dinástico Arcaico, Ishtaran era invocado por el lugal Mesilim como un dios que podía opinar para adjudicar terreno en una disputa fronteriza entre las ciudades de Umma y Lagash. Se ha sugerido que su supuesta eficacia en este caso bien podría provenir de la propia localización fronteriza de su ciudad, Der. 
Su culto se extendió más allá de sus propias fronteras, y tal vez en señal de gratitud, Gudea, ensi de Lagash, deja constancia de la instalación de un santuario dedicado a Ishtaran en el gran templo de Ningirsu en Girsu.